# Râul Salcia, Timiș
Râul Salcia sau Pârâul Salcia este un mic curs de apă, afluent de dreapta al râului Șurgani, din bazinul Timiș. Traversează localitatea Buziaș, județul Timiș. 

## Hărți
- Harta județului Timiș